# Świętosław Orzelski
Świętosław Orzelski herbu Dryja (ur. 25 lipca 1549 w Orlem – zm. w marcu 1598) – starosta radziejowski w latach 1589–1598, sędzia kaliski w latach 1580–1589, pisarz kaliski w latach 1576–1580, polski historyk, pisarz polityczny, mówca, poseł na Sejmy I Rzeczypospolitej, był wyznawcą luteranizmu. 
Stryj Stanisława.
Studiował na Akademii Krakowskiej i uniwersytetach niemieckich (m.in. w Wittenberdze). Działacz luterański. W 1595 przewodniczył obradom synodu protestantów w Toruniu. 
Na sesjach Sejmu wielokrotnie występował z oracjami. Był zwolennikiem Stefana Batorego. Poparł elekcję Zygmunta III Wazy, wobec którego wystąpił 11 grudnia 1587 roku z mową powitalną w imieniu izby poselskiej. Poseł województw poznańskiego i kaliskiego na sejm konwokacyjny 1574, sejm koronacyjny 1576 roku, poseł województwa kaliskiego na sejm 1576/1577 roku, sejm 1578 roku, sejm 1582 roku, sejm 1585 roku,  poseł województw poznańskiego i kaliskiego na sejm 1581 roku, na sejm koronacyjny 1587/1588 roku, sejm pacyfikacyjny 1589 roku, sejm 1590 rokusejm 1592 roku, sejm 1595 roku, sejm 1596 roku.
Był znanym trybunem szlacheckim. W 1587 roku podpisał reces, sankcjonujący wybór Zygmunta III Wazy. W 1589 roku był sygnatariuszem ratyfikacji traktatu bytomsko-będzińskiego na sejmie pacyfikacyjnym.

## Twórczość
- Interregni Poloniae libri VIII 1572–1576 - dzieło historyczno-pamiętnikarskie, wydane w polskim przekładzie jako Bezkrólewia ksiąg ośmioro (w Petersburgu 1856–1858)
- Mowy i pisma (wydane w 1858)